# Records du Brésil d'athlétisme
Les records du Brésil d'athlétisme sont les meilleures performances réalisées par des athlètes brésiliens et homologuées par la Confédération brésilienne d'athlétisme.

## Plein air

### Hommes
| Épreuve              | Record | Athlète                                                                                                  | Date              | Compétition                               | Lieu                  | Réf.   |
| -------------------- | --- | --- | ----------------- | ----------------------------------------- | --------------------- | ------ |
| 100 m                | 9 s 96 (+ 1,0 m/s) | Felipe Bardi                                                                                             | 9 septembre 2023  | Troféu Bandeirantes                       | São Bernardo do Campo | [ 1 ]  |
| 200 m                | 19 s 89 (-0,8 m/s) | Claudinei da Silva                                                                                       | 11 septembre 1999 | Finale du Grand Prix IAAF                 | Munich                |        |
| 400 m                | 44 s 29 | Sanderlei Parrela                                                                                        | 26 août 1999      | Championnats du monde                     | Séville               |        |
| 800 m                | 1 min 41 s 77 (AR) | Joaquim Cruz                                                                                             | 26 août 1984      | meeting ASV                               | Cologne               |        |
| 1 000 m              | 2 min 14 s 09 (AR) | Joaquim Cruz                                                                                             | 20 août 1984      | meeting Nikaïa                            | Nice                  |        |
| 1 500 m              | 3 min 33 s 25 (AR) | Hudson de Souza                                                                                          | 28 août 2005      | meeting de Rieti                          | Rieti                 |        |
| Mile                 | 3 min 51 s 05 (AR) | Hudson de Souza                                                                                          | 29 juillet 2005   | Bislett Games                             | Oslo                  |        |
| 2 000 m              | 5 min 03 s 34 (AR) | Hudson de Souza                                                                                          | 6 avril 2002      |                                           | Manaus                |        |
| 3 000 m              | 7 min 39 s 70 (AR) | Hudson de Souza                                                                                          | 2 juillet 2002    | Athletissima                              | Lausanne              |        |
| 5 000 m              | 13 min 19 s 43 | Marílson dos Santos                                                                                      | 8 juin 2006       |                                           | Cassel                |        |
| 5 km (route)         | 13 min 30 s (AR) | Valdenor dos Santos                                                                                      | 2 avril 1995      |                                           | Carlsbad              | [ 2 ]  |
| 10 000 m             | 27 min 28 s 12 (AR) | Marílson dos Santos                                                                                      | 2 juin 2007       |                                           | Neerpelt              |        |
| 10 km (route)        | 27 min 48 s (AR) | Marílson dos Santos                                                                                      | 14 octobre 2007   | Championnats du monde de course sur route | Udine                 | [ 3 ]  |
| 15 km (route)        | 42 min 15 s | Marílson dos Santos                                                                                      | 14 octobre 2007   | Championnats du monde de course sur route | Udine                 | [ 3 ]  |
| 20 000 m             | 1 h 2 min 17 s 8 | Elói Schleder                                                                                            | 27 novembre 1976  |                                           | São Paulo             |        |
| 20 km (route)        | 56 min 32 s | Marílson dos Santos                                                                                      | 14 octobre 2007   | Championnats du monde de course sur route | Udine                 | [ 3 ]  |
| Heure                | 19 263,20 m | Elói Schleder                                                                                            | 27 novembre 1976  |                                           | São Paulo             |        |
| Semi-marathon        | 59 min 33 s (AR) | Marílson dos Santos                                                                                      | 14 octobre 2007   | Championnats du monde de course sur route | Udine                 | [ 3 ]  |
| 25 000 m             | 1 h 23 min 38 s 0 | Hélio Alves Aguiar                                                                                       | 22 mars 1980      |                                           | São Paulo             |        |
| 25 km (route)        | 1 h 15 min 2 s | Vanderlei de Lima                                                                                        | 7 décembre 2003   | Marathon de Fukuoka                       | Fukuoka               |        |
| 25 km (route)        | 1 h 14 min 17 s | Marilson dos Santos                                                                                      | 17 avril 2011     | Marathon de Londres                       | Londres               |        |
| 30 000 m             | 1 h 42 min 38 s 0 | Hélio Alves Aguiar                                                                                       | 22 mars 1980      |                                           | São Paulo             |        |
| 30 km (route)        | 1 h 29 min 21 s | Marilson dos Santos                                                                                      | 17 avril 2011     | Marathon de Londres                       | Londres               |        |
| Marathon             | 2 h 4 min 51 s (AR) | Daniel Nascimento                                                                                        | 17 avril 2022     | Marathon de Séoul                         | Séoul                 | [ 4 ]  |
| 110 m haies          | 13 s 17 (+0,4 m/s) (AR) | Rafael Pereira                                                                                           | 23 juin 2022      | Championnats du Brésil                    | Rio de Janeiro        |        |
| 400 m haies          | 46 s 29 (AR) | Alison dos Santos                                                                                        | 19 juillet 2022   | Championnats du monde                     | Eugene                |        |
| 2 000 m steeple      | 5 min 24 s 36+ | Wander Moura                                                                                             | 22 mars 1995      | Jeux panaméricains                        | Mar del Plata         |        |
| 3 000 m steeple      | 8 min 14 s 41 | Wander Moura                                                                                             | 22 mars 1995      | Jeux panaméricains                        | Mar del Plata         |        |
| Saut en hauteur      | 2,32 m | Jessé de Lima                                                                                            | 2 septembre 2008  | Athletissima                              | Lausanne              |        |
| Saut à la perche     | 6,03 m (AR) | Thiago Braz                                                                                              | 15 août 2016      | Jeux olympiques                           | Rio de Janeiro        | [ 5 ]  |
| Saut en longueur     | 8,40 m (+1,4 m/s) | Douglas de Souza                                                                                         | 15 février 1995   |                                           | São Paulo             |        |
| Triple saut          | 17,90 m (+0,4 m/s) (AR) | Jadel Gregório                                                                                           | 20 mai 2007       |                                           | Belém                 |        |
| Lancer du poids      | 22,61 m (AR) | Darlan Romani                                                                                            | 30 juin 2019      | Prefontaine Classic                       | Palo Alto             | [ 6 ]  |
| Lancer du disque     | 65,55 m | Ronald Julião                                                                                            | 25 avril 2013     | Triton Invitational                       | San Diego             | [ 7 ]  |
| Lancer du marteau    | 78,63 m (AR) | Wagner Domingos                                                                                          | 19 juin 2016      | Championnats de Slovénie                  | Celje                 | [ 8 ]  |
| Lancer du javelot    | 83,89 m | Pedro Henrique Rodrigues                                                                                 | 10 mai 2023       |                                           | São Paulo             | [ 9 ]  |
| Décathlon            | 8 393 pts (AR) | Carlos Chinin                                                                                            | 07-8 juin 2013    | Troféu Brasil de Atletismo                | São Paulo             | [ 10 ] |
| Décathlon            | 10 s 85 (+0,5 m/s) (100 m), 7,55 m (+0,9 m/s) (longueur), 15,28 m (poids), 2,04 m (hauteur), 48 s 18 (400 m) / 14 s 08 (+1,0 m/s) (110 m haies), 42,46 m (disque), 4,90 m (perche), 59,58 m (javelot), 4 min 34 s 77 (1 500 m) | |                   |                                           |                       |        |
| 20 000 m marche      | 1 h 20 min 13 s 68 | Caio Bonfim                                                                                              | 25 avril 2021     |                                           | Bragança Paulista     | [ 11 ] |
| 20 km marche (route) | 1 h 17 min 44 s | Caio Bonfim                                                                                              | 3 mars 2024       |                                           | Taicang               | [ 12 ] |
| 35 km marche (route) | 2 h 25 min 14 s | Caio Bonfim                                                                                              | 24 juillet 2022   | Championnats du monde                     | Eugene                | [ 13 ] |
| 50 000 m marche      | 4 h 43 min 18 s | Claudio Fernandes Santos                                                                                 | 6 septembre 1987  |                                           | São Paulo             |        |
| 50 km marche (route) | 3 h 47 min 2 s | Caio Bonfim                                                                                              | 19 août 2016      | Jeux olympiques                           | Rio de Janeiro        | [ 14 ] |
| 4 × 100 m            | 37 s 72 (AR) | Équipe nationale Rodrigo do Nascimento Vitor Hugo dos Santos Derick Silva Paulo André Camilo de Oliveira | 5 octobre 2019    | Championnats du monde                     | Doha                  | [ 15 ] |
| 4 × 200 m            | 1 min 27 s 9 | Équipe nationale Anubes Ferraz da Silva Jorge Machado de Barros Afonso Coelho da Silva Massao Imoto      |                   |                                           | São Paulo             |        |
| 4 × 400 m            | 2 min 58 s 56 (AR) | Équipe nationale Claudinei da Silva Anderson dos Santos Eronilde de Araújo Sanderlei Parrela             | 30 juillet 1999   | Jeux panaméricains                        | Winnipeg              | ,      |
| 4 × 800 m            | 7 min 47 s 3 | Sporting Club Pinheiros Carlos De José Otto Neumann Pedro Prado José Azevedo                             | 21 avril 1965     |                                           | São Paulo             |        |
| 4 × 1 500 m          | 15 min 57 s 0 | Équipe nationale Dario Santos Antonio Limeira Jaciel Silva Antonio Venceslau                             | 3 mars 1996       |                                           | São Paulo             |        |

### Femmes
| Épreuve              | Record | Athlète                                                                                   | Date                     | Compétition                                  | Lieu                  | Réf.   |
| -------------------- | --- | ----------------------------------------------------------------------------------------- | ------------------------ | -------------------------------------------- | --------------------- | ------ |
| 100 m                | 10 s 91 (-0,2 m/s) (AR) | Rosangela Santos                                                                          | 6 août 2017              | Championnats du monde                        | Londres               | [ 18 ] |
| 200 m                | 22 s 47 (+1,4 m/s) (AR) | Vitória Cristina Rosa                                                                     | 20 juillet 2022          | Championnats du monde                        | Eugene                | [ 19 ] |
| 400 m                | 50 s 62 | Magnólia Figueiredo                                                                       | 21 août 1990             |                                              | Rovereto              |        |
| 800 m                | 1 min 58 s 27 | Luciana Mendes                                                                            | 30 juillet 1994          |                                              | Hechtel-Eksel         |        |
| 1 000 m              | 2 min 36 s 30 | Luciana Mendes                                                                            | 25 août 1995             | Mémorial Van Damme                           | Bruxelles             |        |
| 1 500 m              | 4 min 07 s 30 | Juliana Paula dos Santos                                                                  | 5 juin 2010              | Championnats ibéro-américains                | San Fernando          | [ 20 ] |
| Mile                 | 4 min 30 s 05 | Soraya Telles                                                                             | 9 juin 1988              |                                              | Bratislava            |        |
| 3 000 m              | 9 min 02 s 37 | Delirde Bernardi                                                                          | 4 juillet 1994           |                                              | Linz                  |        |
| 5 000 m              | 15 min 18 s 85 | Simone Alves da Silva                                                                     | 20 mai 2011              | Grande Premio Internacional Caixa            | São Paulo             | ,      |
| 10 000 m             | 31 min 47 s 76 | Carmen de Oliveira                                                                        | 21 août 1993             | Championnats du monde                        | Stuttgart             | [ 23 ] |
| 10 km (route)        | 32 min 06 s | Carmen de Oliveira                                                                        | 11 octobre 1993          |                                              | Boston                |        |
| 15 km (route)        | 48 min 38 s | Carmen de Oliveira                                                                        | 26 février 1994          |                                              | Tampa                 |        |
| 20 km (route)        | 69 min 27 s | Nadir Sabino de Siqueira                                                                  | 4 octobre 1997           | Championnats du monde de semi-marathon       | Košice                |        |
| Semi-marathon        | 1 h 11 min 15 s | Silvana Pereira                                                                           | 13 juillet 1991          |                                              | Florianópolis         |        |
| 25 km (route)        | 1 h 27 min 20 s | Marcia Narloch                                                                            | 6 mai 1990               |                                              | Berlin                |        |
| Marathon             | 2 h 29 min 17 s | Adriana Aparecida da Silva                                                                | 26 février 2012          | Marathon de Tokyo                            | Tokyo                 | [ 24 ] |
| 100 m haies          | 12 s 71 (+0,1 m/s) (AR) | Maurren Maggi                                                                             | 19 mai 2001              | Championnats d'Amérique du Sud               | Manaus                |        |
| 400 m haies          | 55 s 15 | Chayenne da Silva                                                                         | 25 juin 2021             | Campeonato Paulista                          | São Paulo             | [ 25 ] |
| 3 000 m steeple      | 9 min 24 s 38 (AR) | Tatiane Raquel da Silva                                                                   | 11 juin 2022             | British Milers Club International Grand Prix | Watford               | [ 26 ] |
| Saut en hauteur      | 1,92 m | Orlane Maria dos Santos                                                                   | 11 août 1989             |                                              | Bogota                |        |
| Saut à la perche     | 4,87 m (AR) | Fabiana Murer                                                                             | 3 juillet 2016           | Championnats du Brésil                       | São Bernardo do Campo | ,      |
| Saut en longueur     | 7,26 m A (+1,8 m/s) (AR) | Maurren Maggi                                                                             | 26 juin 1999             | Championnats d'Amérique du Sud               | Bogota                |        |
| Triple saut          | 14,69 m (+1,3 m/s) | Nubia Soares                                                                              | 17 juillet 2018          |                                              | Sotteville-lès-Rouen  | [ 28 ] |
| Lancer du poids      | 19,30 m A (AR) | Elisângela Adriano                                                                        | 14 juillet 2001          |                                              | Tunja                 |        |
| Lancer du disque     | 65,34 m (AR) | Andressa de Morais                                                                        | 26 juin 2019             |                                              | Leiria                |        |
| Lancer du marteau    | 68,35 m | Mariana Marcelino                                                                         | 23 juin 2021             | II Meeting Internacional Rumo a Tóquio       | Bragança Paulista     | [ 29 ] |
| Lancer du javelot    | 62,89 m | Jucilene Sales de Lima                                                                    | 11 octobre 2014          | Troféu Brasil de Atletismo                   | São Paulo             | [ 30 ] |
| Heptathlon           | 6 188 pts | Vanessa Spinola                                                                           | 30 juin-1er juillet 2016 | Championnats du Brésil                       | São Bernardo do Campo | [ 31 ] |
| Heptathlon           | 14 s 23 (-1,1 m/s) (100 m haies), 1,81 m (hauteur), 13,07 m (poids), 24 s 16 (0,0 m/s) (200 m) / 6,15 m (-2,1 m/s) (longueur), 45,83 m (javelot), 2 min 16 s 01 (800 m) |                                                                                           |                          |                                              |                       |        |
| 10 000 m marche      | 43 min 41 s 30 | Érica Rocha de Sena                                                                       | 1er août 2014            | Championnats ibéro-américains                | São Paulo             | [ 32 ] |
| 10 km marche (route) | 43 min 03 s | Érica de Sena                                                                             | 25 septembre 2017        |                                              | Suzhou                |        |
| 20 000 m marche      | 1 h 30 min 51 s 97 | Érica Rocha de Sena                                                                       | 29 mai 2021              | Championnats d'Amérique du Sud               | Guayaquil             | [ 33 ] |
| 20 km marche (route) | 1 h 26 min 59 s | Érica de Sena                                                                             | 13 août 2017             | Championnats du monde                        | Londres               | [ 34 ] |
| 35 km marche (route) | 2 h 44 min 40 s | Viviane Lyra                                                                              | 24 août 2023             | Championnats du monde                        | Budapest              | [ 35 ] |
| 50 km marche (route) | 4 h 22 min 46 s | Viviane Lyra                                                                              | 11 août 2019             | Jeux panaméricains                           | Lima                  | [ 36 ] |
| 4 × 100 m            | 42 s 29 (AR) | Équipe nationale Evelyn dos Santos Ana Claudia Silva Franciela Krasucki Rosângela Santos  | 18 août 2013             | Championnats du monde                        | Moscou                |        |
| 4 × 400 m            | 3 min 26 s 68 (AR) | BM&F Bovespa Gaisa Aparecida Coutinho Bárbara de Oliveira Joelma Sousa Jailma de Lima     | 7 août 2011              | Troféu Brasil de Atletismo                   | São Paulo             | [ 37 ] |
| 4 × 800 m            | 9 min 29 s 10 | C.R. Flamengo Cristiane Barbosa Cintia Fragoso Lorena F. V. Oliveira Ana Paula C. Pereira | 21 décembre 2000         |                                              | Rio de Janeiro        |        |